# 喬凡尼·巴蒂斯塔·希多啟

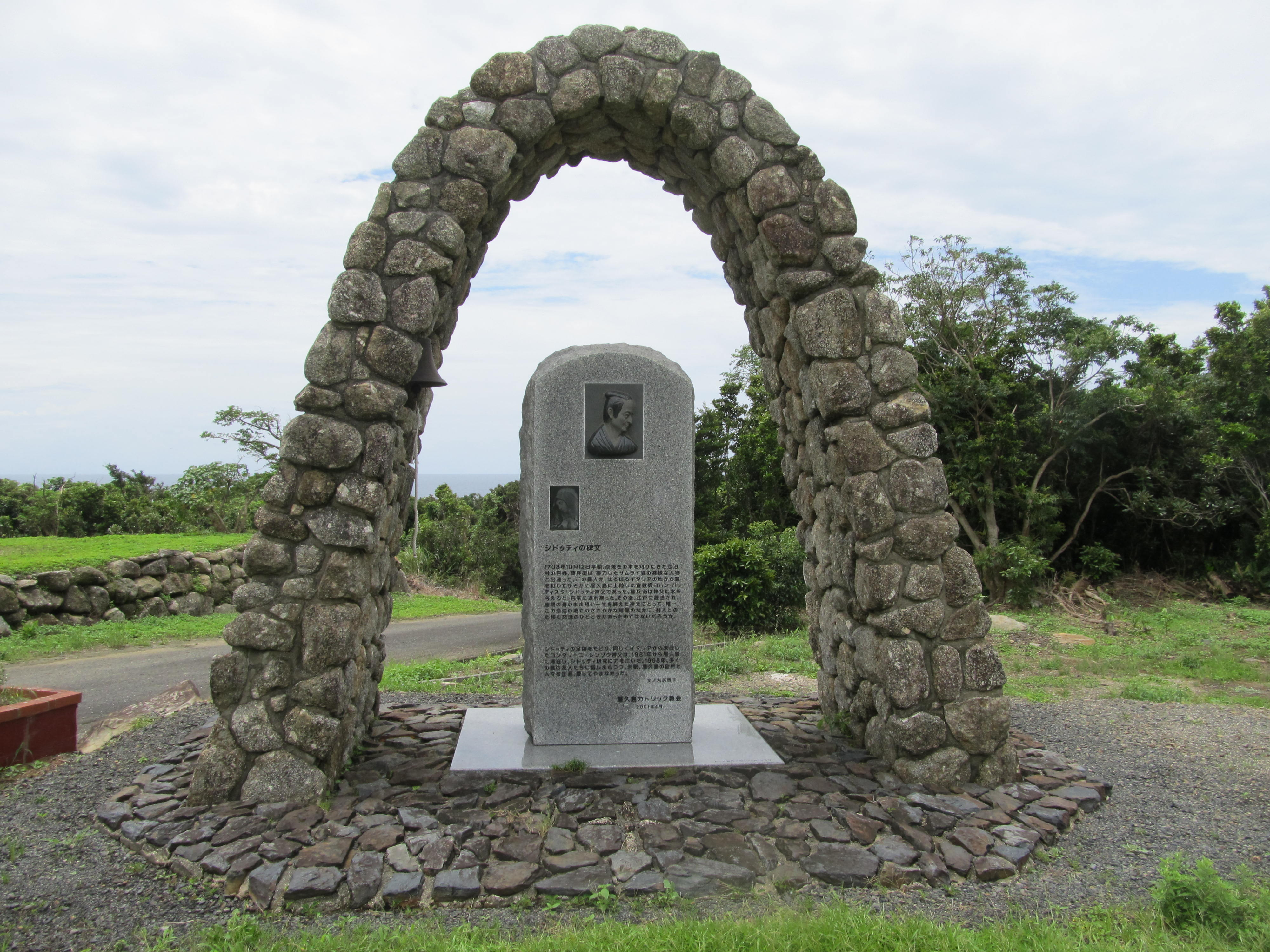
位於屋久島的希多啟紀念碑

喬凡尼·巴蒂斯塔·希多啟（義大利語：Giovanni Battista Sidotti，1668年—1714年12月27日）是意大利耶稣会传教士。
他在1708年偷渡到日本后被捕，被关押於江户。新井白石释放了他，并從他身上学习西方知识，所學記述於自著《西洋紀聞》之中。當時日本實施禁教令，西洋傳教士會被幕府驅逐出境或是逼迫棄教，最嚴重者甚至可處死。希多啟之後被軟禁在江戶的切支丹屋敷（位於現今東京都文京區小日向），交換條件是不得向日本人進行傳教。但希多啟之後還是被發現仍在傳教，於是他與接受其傳教的日本人夫婦共三人一起被關入屋敷的地下牢房，並在10個月後去世。
2014年建商在切支丹屋敷遺址進行公寓新建工程時發掘出三具遺骨。經過鑑定，其中一具被認為是希多啟的遺骨。

## 生平
希多啟於1668年出生於義大利西西里島帕勒莫。在擔任神父期間，他聽到了傳教士在日本殉道的故事，於是他決定前往日本。在得到教宗克勉十一世的許可前往日本後，他遠赴馬尼拉，卻找不到願意運送傳教士前往日本的船隻，原因在於日本當時處於鎖國政策，與世隔絕。最後，他找到了一艘願意載他的船，並在1708年9月或10月登陸屋久島。他偽裝成武士，但其西方人臉孔讓他不久之後便暴露。此後他被捕並被帶到長崎。
隔年，即1709年，他被帶到江戶，受到日本政治家、儒學者新井白石的直接審問。新井對希多啟的學識水平印象深刻，並對他有極大的尊重，而希多啟逐漸信任荒井。希多啟向新井解釋道西方傳教士並不是西方軍隊的先鋒，而此與當時日本人的看法相反。
兩人熟絡後，新井拒絕接受「最好將基督徒折磨到放棄信仰」的觀點，並建議其上級在對待外國人時遵循三種可能的行動方針。最理想的情況是驅逐他們出境，不可能的話則下獄，而處決應是最後的手段。最終，幕府決定將希多啟關進建於1646年，目的為收容被捕的傳教士的「切支丹屋敷」。但由於鎖國政策和禁止宗教灌輸的禁令，從宅邸建成到希多啟被捕期間，它從未用於此目的。
由於希多啟無法在切支丹屋敷內傳道的關係，他理所當然地免於酷刑。此外他也受到不像因犯一樣的特殊待遇，在「五個人」的陪伴下被軟禁。他在宅邸內受一對名叫長助和春的老夫婦監視。他們都是已經放棄信仰的前基督徒，但希多啟仍試圖說服這對夫婦歸信天主教，最終事敗，被轉移至宅邸內的地下牢房，並於1714年在那裡去世。享年46歲。他的隨身物品中有一幅被後世稱為「親指的聖母像」的畫，其被文部科學省指定為重要文化財，現收藏於東京國立博物館。新井白石之後利用他從希多啟那獲得的知識，出版了《西洋紀聞》和《采覽異言》兩書。
2014年，工人在前切支丹屋敷遺址的挖掘過程中發現了希多啟的遺骸。東京國立科學博物館後來在獲得200萬日圓的資助後，透過併合其頭骨碎片來復原他的臉部。